# 门农尼亚区
门农尼亚区是美国地质调查局太空地质学研究计划（Astrogeology Research Program）对火星表面划分的30个区域之一，编号为MC-16。
门农尼亚区覆盖了火星西经135°至180°、南纬0°至30°的区域。